# Melanagromyza ipomoeavora
Melanagromyza ipomoeavora är en tvåvingeart som beskrevs av Spencer 1963. Melanagromyza ipomoeavora ingår i släktet Melanagromyza och familjen minerarflugor. Inga underarter finns listade i Catalogue of Life.